# 1648
- Wikisource

| Calendário gregoriano                                                        | 1648 MDCXLVIII                      |
| Ab urbe condita                                                              | 2401                                |
| Calendário arménio                                                           | 1097 – 1098                         |
| Calendário bahá'í                                                            | -196 – -195                         |
| Calendário budista                                                           | 2192                                |
| Calendário chinês                                                            | 4344 – 4345 Início a 25 de janeiro  |
| Calendário copta                                                             | 1364 – 1365                         |
| Calendário etíope                                                            | 1640 – 1641                         |
| Calendários hindus - Vikram Samvat - Calendário nacional indiano - Cáli Iuga | 1703 – 1704 1569 – 1570 4748 – 4749 |
| Calendário Holoceno                                                          | 11648                               |
| Calendário islâmico                                                          | 1058 – 1059                         |
| Calendário judaico                                                           | 5408 – 5409                         |
| Calendário persa                                                             | 1026 – 1027                         |
| Calendário rúnico                                                            | 1898                                |
| Calendário solar tailandês                                                   | 2191                                |

1648 (MDCXLVIII, na numeração romana) foi um ano bissexto do século XVII do atual Calendário Gregoriano, da Era de Cristo, e as suas letras dominicais foram E e D (53 semanas), teve início a uma quarta-feira e terminou a uma quinta-feira.
| Ano completo                           |
| -------------------------------------- |
| Ano bissexto com início à quarta-feira |

## Eventos
- Fundação da Vila de Nossa Senhora do Rosário de Paranaguá.
- O cossaco russo Simeon Dezhnev fez a passagem marítima entre a América do Norte e a Ásia.

### Janeiro
- 30 de janeiro - Tratado Hispano-Holandês, pôs fim à Guerra dos Oitenta Anos (Independência dos Países Baixos). A Paz de Vestfália conjunto de tratados assinados nas cidades de Münster e Osnabrück.

### Abril
- 19 de abril - Batalha dos Guararapes: término do primeiro confronto entre o exército da Companhia Holandesa das Índias Ocidentais e os defensores do Império Português.

### Julho
- 29 de julho - Fundação da cidade de Paranaguá - Paraná - Brasil.

### Agosto
- 16 de agosto - Luanda reconquistada pelo Reino de Portugal aos Neerlandeses, saindo vencidos do Forte do Morro de São Paulo, comandada por Salvador Correia de Sá e Benevides.

### Outubro
- 24 de outubro - Tratado de Vestfália pôs fim à Guerra dos Trinta Anos (1618–1648).[1]

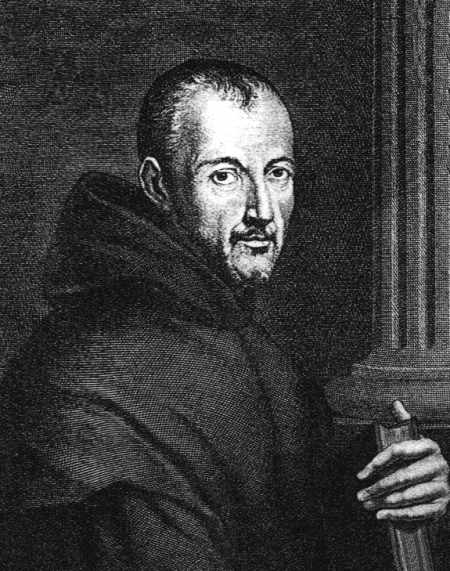
Marin Mersenne (1588-1648), matemático, teórico musical, sacerdote da Ordem dos Mínimos, teólogo e filósofo francês.

## Nascimentos
- Data desconhecida - Antonio Stradivari, luthier italiano (m. 1737).
- 26 de abril - Rei Pedro II de Portugal "o pacífico" (m. 1706).

## Mortes
- 1 de setembro - Marin Mersenne, matemático francês (n. 1588).
- 3 de setembro - Duarte de Bragança, senhor de Vila do Conde (n. 1605).

## Por tema
- 1648 no Brasil